# Orde van de Trots
De Orde van de Trots ("Nishan-i-Iftekhar" of "Order of Pride") is een ridderorde van de Indiase vorstenstaat Kapurthala. De ridderorde werd in 1899 ingesteld door Z.H. Raja-i-Rajghan Kolonel Sir Jagajit Singh Bahadur, Maharaja van Kapurthala, de feodale heerser van het Indiase vorstendom Kapurthala. De vorst verleende de eerste graad alleen aan de prinsen van zijn Huis en vorstelijke personen. De andere graden werden voor verdienste toegekend.
De orde heeft vier graden en een op de borst gedragen ster. Het versiersel is een Europees ogend medaillon met op een blauw lint rond de punten van een achtpuntige witte ster het motto "PRO REGE ET PATRIA" en een op de ster geplaatst wapenschild waarop drie sterren, een kanon en een eikentak met eikel zijn afgebeeld. Om de ster is een krans van lauwerbladeren gelegd.
Het schild en de vorm van het kleinood zijn ontleend aan Europese tradities. Dat geldt zeker voor de verbinding tussen ster en lint; een zilverkleurige traliehelm met gesloten vizier. In plaats van een helmteken is een Europese kroon met een brede hermelijnen rand en drie opstaande diademen, als van een vorst van het Heilige Roomse Rijk van de Duitse Natie, geplaatst. Het traditionele kruis op de top van de kroon is vervangen door een bloemknop. De helm is volgens de regels van de Europese heraldiek vormgegeven maar is niet, zoals dat een koning is toegestaan, "aanziend" geplaatst. De helm kijkt schuin naar rechts.
- De Eerste Graad droeg het geëmailleerde en met diamanten versierde kleinood[1] aan een gouden keten of een grootlint en een zilveren ster op de linkerborst.
- De Tweede Graad droeg hetzelfde kleinood, maar kleiner[2], aan een lint op de linkerborst en dezelfde zilveren ster op de linkerborst.

Ambtenaren van het vorstendom mochten het kleinood aan een lint van 38 millimeter om de hals dragen. Dat paste ook beter bij de traditionele kleding.
- De Derde Graad droeg hetzelfde kleinood, maar kleiner[3], aan een lint om de hals.
- De Vierde Graad droeg hetzelfde kleinood, maar kleiner[4], aan een lint om de hals.

Het lint is donkerblauw met een brede witte streep in het midden en witte strepen langs de rand.
De onderscheiding werd niet aan Britten uitgereikt. De Britse bestuurders van de Raj mochten geen geschenken en zeker geen ridderorden aannemen van de quasi onafhankelijke Indiase vorsten. De vorsten stonden bekend om hun enorme rijkdom maar zij werden door de ambtenaren van de Britse onderkoning scherp in de gaten gehouden.De regering maakte bezwaar tegen het bestaan van ridderorden in de vorstenstaten maar zij zag het bestaan ervan door de vingers zo lang als er geen Britten in die ridderorden werden opgenomen. In een enkel geval heeft men gesanctioneerd dat een politieman een medaille van een inlandse vorst ontving.
In 1947 werden de vorsten gedwongen om hun staten deel te laten uitmaken van de republiek India. In de "actie polo" greep het Indiase leger in opdracht van Nehru de macht in de zelfstandige rijken als Haiderapur en Patiala. De vorsten kregen een pensioen en zij bleven enige tijd een ceremoniële rol spelen. Hun ridderorden mochten niet worden gedragen in India maar voor zover het om gebruik binnen de familie en het hof ging werd het dragen van de orden van een maharaja door de vingers gezien.